# 歌舞伎の家の芸一覧
歌舞伎の家の芸（かぶきの いえのげい）では、歌舞伎役者の権門がお家芸として特に定めた演目集をあげる。
- 歌舞伎十八番（かぶき じゅうはちばん）
  - お家： 成田屋・市川宗家（市川團十郎＝市川海老蔵家）
  - 撰者： 五代目市川海老蔵
- 新歌舞伎十八番（しん かぶき じゅうはちばん）
  - お家： 成田屋 市川宗家
  - 撰者： 五代目市川海老蔵・九代目市川團十郎
- 杏花戯曲十種（きょうか ぎきょく じっしゅ）
  - お家： 高島屋・市川左團次家
  - 撰者： 二代目市川左團次
- 猿翁十種（えんおう じっしゅ）
  - お家： 澤瀉屋・市川猿之助家
  - 撰者： 三代目市川猿之助
- 澤瀉十種（おもだか じっしゅ）
  - お家： 澤瀉屋 市川猿之助家
  - 撰者： 三代目市川猿之助
- 猿之助十八番（えんのすけ じゅうはちばん）
  - お家： 澤瀉屋・市川猿之助家
  - 撰者： 三代目市川猿之助
- 猿之助四十八撰（えんのすけ しじゅうはっせん）
  - お家： 澤瀉屋・市川猿之助家
  - 撰者： 三代目市川猿之助
- 可江集（かこうしゅう）
  - お家： 橘屋・市村羽左衛門家
  - 撰者： 十五代目市村羽左衛門
- 新古演劇十種（しんこ えんげき じっしゅ）
  - お家： 音羽屋・尾上菊五郎家
  - 撰者： 五代目尾上菊五郎・六代目尾上菊五郎
- 片岡十二集（かたおか じゅうにしゅう）
  - お家： 松嶋屋・片岡仁左衛門家
  - 撰者： 十一代目片岡仁左衛門
- 高賀十種（こうが じっしゅ）
  - お家： 紀伊國屋・澤村宗十郎家
  - 撰者： 七代目澤村宗十郎
- 淀君集（よどぎみ しゅう）
  - お家： 成駒屋・五代目中村歌右衛門家
  - 撰者： 五代目中村歌右衛門
- 玩辞楼十二曲（がんじろう じゅうにきょく）
  - お家： 成駒屋・中村鴈治郎家
  - 撰者： 初代中村鴈治郎
- 秀山十種（しゅうざん じっしゅ）
  - お家： 播磨屋・中村吉右衛門家
  - 撰者： 初代中村吉右衛門
- 古劇八種（こげき はっしゅ）
  - お家： 三河屋・市川團蔵家
  - 撰者： 六代目市川團蔵